# Misión de San Xavier del Bac
La misión de San Xavier del Bac es una misión católica española localizada aproximadamente 16 kilómetros al sur del centro de la ciudad de Tucson, Arizona, en la reserva india denominada Tohono O'odham. Fue llamada así en honor de San Francisco Javier, un misionero católico, pionero y cofundador de la Compañía de Jesús. La misión también es conocida como "el lugar donde el agua aparece" en referencia al río Santa Cruz que corre de manera subterránea. 

## Historia
La misión fue fundada en 1699 por el misionero jesuita Eusebio Francisco Kino, quien a menudo visitaba y predicaba en el área. En 1732 llegó el padre alemán Segesser. La iglesia de la misión original era vulnerable a los ataques de los indios apaches, los cuales finalmente la destruyeron en el año 1770. Debido a que Carlos III de España expulsó a los jesuitas de sus dominios, a partir de 1767 la misión fue administrada por los franciscanos. 
El edificio actual fue construido con mano de obra nativa, bajo la dirección de los padres franciscanos Juan Bautista Velderrain y Juan Bautista Llorenz en el período de 1783-1797, con un préstamo de 7000 pesos. A diferencia de otras misiones españolas en Arizona, la de San Xavier continúa activa y es utilizada principalmente por la comunidad cristiana del distrito de Tohono O'odham, sirviendo asimismo a la comunidad nativa para la cual fue construida. 
En su exterior, la construcción tiene un diseño de inspiración morisca, elegante y simple. No existen muchos archivos de los arquitectos, constructores, y artesanos responsables de su creación, mas se sabe que estuvo encargado también un arquitecto llamado Ignacio Gaona, con la compañía de sus otros dos hermanos. El arquitecto Gaona también diseño el templo ubicado en Heroica Caborca, Sonora, y se sabe que murió en la torre derecha de la edificación, de ahí que esta se encuentre inconclusa. Parte del trabajo fue proporcionada por los indios locales, ellos también proveyeron un poco a la creatividad artesanal. Los invitados que entran por las puertas esculpidas de madera de mezquite, son "golpeados" por la frescura y los colores deslumbrantes de las pinturas, talla, frescos y estatuas. El interior está lujosamente decorado con ornamentos, mostrando una mezcla artística indígena y de la Nueva España.
El plano de la iglesia representa la cruz latina clásica. El pasillo principal es separado del santuario por el crucero, con capillas. La cúpula sobre transepto tiene 16 metros de alto y está sostenida por arcos y esquinches. Al menos tres artistas diferentes pintaron las ilustraciones interiores de la iglesia. Está considerada como la misión con la arquitectura española más fina en los Estados Unidos.
No parece haberse escrito mucho sobre la Misión a partir de 1797 hasta 1828. En 1822 cayó bajo la jurisdicción del gobierno mexicano independizado recientemente y la Diócesis Católica de Sonora. En 1828 un nuevo gobierno mexicano expulsó a los sacerdotes españoles, enviándolos de regreso a su país de origen, por lo que la misión quedó vacante. Entre 1828-1858, la misión comenzó a decaer y los indios locales, preocupados por su iglesia, comenzaron a conservar lo que podían. En 1853, cuando el territorio fue comprado a México en la Venta de la Mesilla, la iglesia vacante y en deterioro fue abierta de nuevo. En 1859 el obispo de la Diócesis de Santa Fe ordenó reparaciones con el dinero de Diócesis y un sacerdote fue adjudicado a servir en la misión. En 1960 la misión fue declarada una Lugar Histórico Nacional.

## La misión hoy en día
Actualmente la misión está abierta al público, menos cuando está siendo utilizada para servicios eclesiásticos. El Festival de San Xavier se realiza en la tarde del viernes después de Pascua y presenta un desfile de luces de antorcha a cargo de las tribus de Tohono O'odham y Yaqui. Extensos trabajos de restauración y construcción han logrado que el baluarte histórico siga en servicio. La restauración exterior continúa, la torre izquierda fue completamente encerrada en andamios desde junio del 2007. El hormigón, estuco añadido en los años '80 para atrapar el agua que dañó la decoración interior, está siendo sustituido por el tradicional yeso de barro.